# Olaf Michaelis
Olaf Michaelis (* 30. August 1971 in Kiel) ist ein deutscher Bodybuilder und Kraftdreikämpfer.

## Leben und Karriere
Michaelis begann  mit 15 Jahren mit dem Training. 1990 nahm er erstmals an einer Meisterschaft teil. Es folgten nationale und internationale Meisterschaften.

## Wettbewerbe
- IFBB Schleswig-Holstein Meisterschaft (Junioren III) 1990: 3. Platz
- IFBB Schleswig-Holstein Meisterschaft (Junioren III) 1991: 2. Platz
- IFBB Int. Duisburger Meisterschaft (Junioren III) 1991: 2. Platz
- IFBB Schleswig-Holstein Meisterschaft (Junioren III) 1992: 2. Platz
- WPC Int. Deutsche Meisterschaft (Kraftdreikampf) 2000: 1. Platz -110 kg
- Norddeutsche Meisterschaft 2000: Gesamtsieger (NAC)
- Int. Deutsche Meisterschaft (Männer I) 2000: 2. Platz (NAC)
- WABBA Weltmeisterschaft (Männer I) 2000: 4. Platz
- NABBA Int. Westdeutsche Meisterschaft 2001: Gesamtsieger
- NABBA Int. Deutsche Meisterschaft 2001: Gesamtsieger
- Norddeutsche Meisterschaft (Männer I) 2001: 2. Platz (NAC)
- Int. Deutsche Meisterschaft (Männer I) 2001: 4. Platz (NAC)
- Int. Nordseecup (Männer I) 2003: 3. Platz (NAC)
- NABBA Int. Norddeutsche Meisterschaft 2003: Gesamtsieger
- NABBA Int. Deutsche Meisterschaft 2003: Gesamtsieger
- WFF Fitness Universe (Extreme-Body) 2003: 1. Platz
- IFBB Berliner Meisterschaft (Body-Classic) 2010: 2. Platz
- IFBB Schleswig-Holstein Meisterschaft (Body-Classic) 2010: 1. Platz
- IFBB Int. Deutsche Meisterschaft (Body-Classic) 2010: 1. Platz
- IFBB Weltmeisterschaft Classic Body-Building 2011: 7. Platz
- IFBB Deutsche Meisterschaft (Masters >90 kg) 2012: 1. Platz
- IFBB Qualifikation zur Weltmeisterschaft Classic Body-Building 2012: 2. Platz